# Mariembourg
Mariembourg is een plaats in de Belgische provincie Namen en een deelgemeente van de stad Couvin. Tot 1 januari 1977 was het een zelfstandige gemeente.

## Geschiedenis
Op de plaats van de huidige begraafplaats stond er in de middeleeuwen een klooster. Het terrein was al in de 9e eeuw een bezit van de Abdij van Lobbes. Die stond het in 1134 af aan de Abdij van Floreffe die er een klooster van norbertinessen stichtte. In 1270 werd dit een priorij van norbertijnen. Zij verlieten in 1546 hun klooster nadat het terrein was opgekocht door keizer Karel V. 
Om weerstand te kunnen bieden aan de bedreiging die uitging van de op Frans grondgebied gelegen vesting van Maubert-Fontaine, liet landvoogdes Maria van Hongarije, de zuster van keizer Karel V, in 1546 op deze plek een nieuwe versterkte stad bouwen. De gekozen plaats, gelegen tussen twee rivieren behoorde echter toe aan het prinsbisdom Luik. Er werd besloten tot een ruil met prins-bisschop Joris van Oostenrijk, een neef van de keizer. Deze stad werd genoemd naar Maria van Hongarije ("Burcht van Maria"). Ze is aangelegd naar plannen van de Italiaanse ingenieur Donato di Bono volgens een geometrisch plan, met straten in stervorm die uitmonden op een centraal gelegen plein, en werd voorzien van versterkingen. Mariembourg had de reputatie onneembaar te zijn, maar reeds in 1554 nam de Franse koning Hendrik II haar in, waardoor Karel V genoodzaakt werd zich een nieuwe vesting te bouwen. Dat zou Philippeville worden. Door de Vrede van Cateau-Cambrésis (1559) kwam Mariembourg weer in Spaanse handen. De versterkingen werden hersteld en aan het begin van de 17e eeuw nog versterkt. Door de Vrede van de Pyreneeën (1659) werd Mariembourg Frans. Koning Lodelijk XIV van Frankrijk liet de bestaande versterkingen afbreken maar in 1676 liet hij nieuwe versterkingen bouwen. 
Mariembourg bleef Frans tot 1815, toen het Nederlands en in 1830 Belgisch werd. Halfweg de 19e eeuw werden de versterkingen rond de stad afgebroken. Mariembourg behield wel zijn stratenplan met acht straten die in stervorm leiden naar het centrale plein, de Place Marie de Hongrie.

## Demografische ontwikkeling
- Bronnen:NIS, Opm:1831 tot en met 1970=volkstellingen, 1976= inwoneraantal op 31 december

## Erfgoed en toerisme
Het centrale plein, de Place Marie de Hongrie, werd in 1980 als geheel beschermd. Op het plein staan de Sainte Marie-Madeleine-kerk (2e helft 16e eeuw), het neogotische stadhuis ontworpen door François Baclène (1884) en het arsenaal (1819). Het plein zelf is in twee helften opgedeeld. Een deel is omringd door lindes met in het midden een monumentale fontein (1863).
De kapel Notre-Dame de la Brouffe (17e eeuw) gaat terug op de kapel van het voormalige norbertijnenklooster. De kapel op de begraafplaats werd in 1982 beschermd als monument.
Vanuit het oude spoorwegstation van Mariembourg vertrekken de historische treinstellen van de Chemin de Fer à Vapeur des Trois Vallées (d.i. Stoomtreinen van de Drie Valleien), waarmee men tochtjes kan maken door de schitterende vallei van de Viroin. Tevens beschikt Mariembourg over de bierbrouwerij Brasserie des Fagnes, waar onder meer "Super des Fagnes" gebrouwen wordt.

Mariembourg in 1742
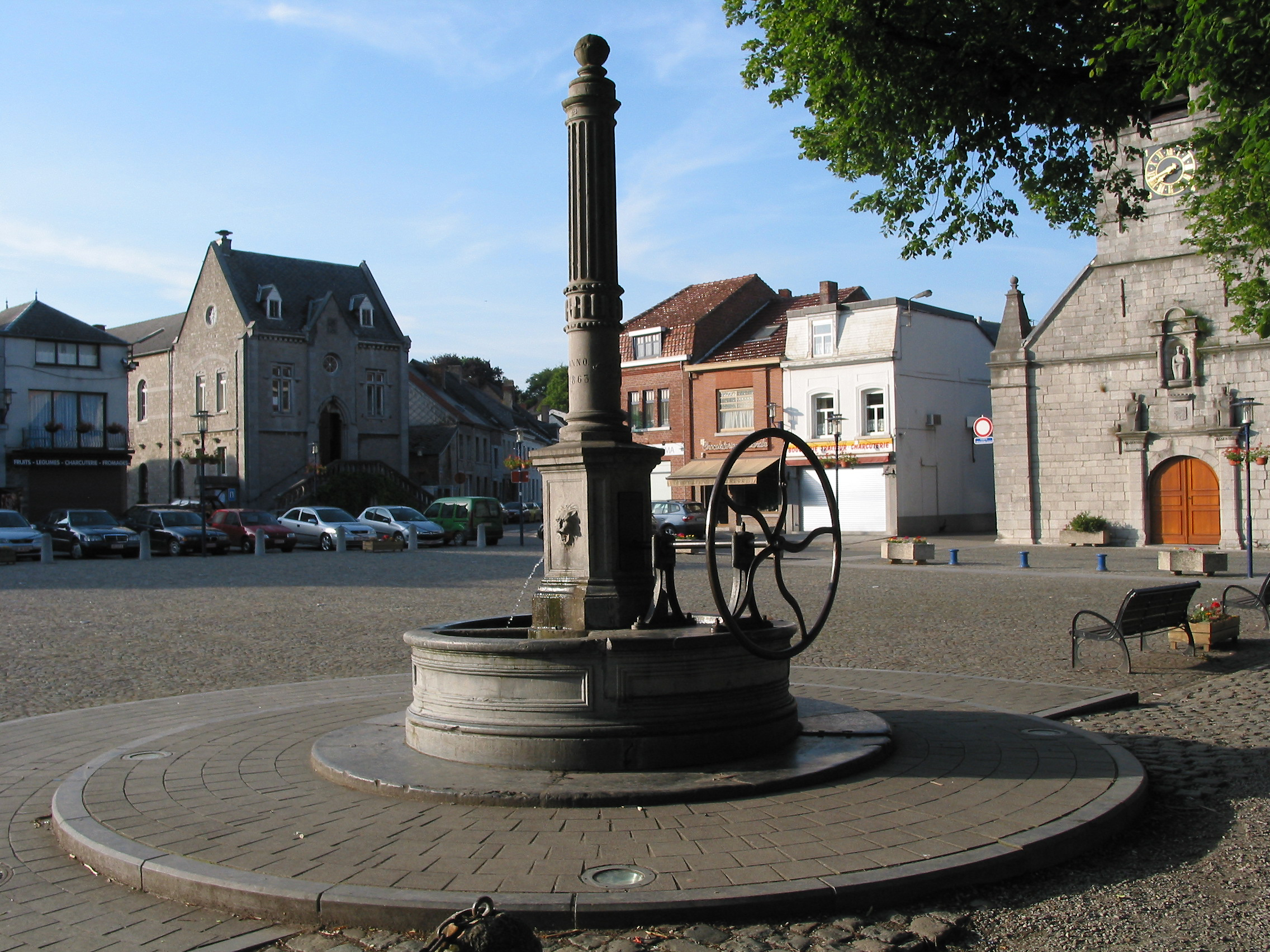
Place Marie de Hongrie-plein met het gemeentehuis en de fontein
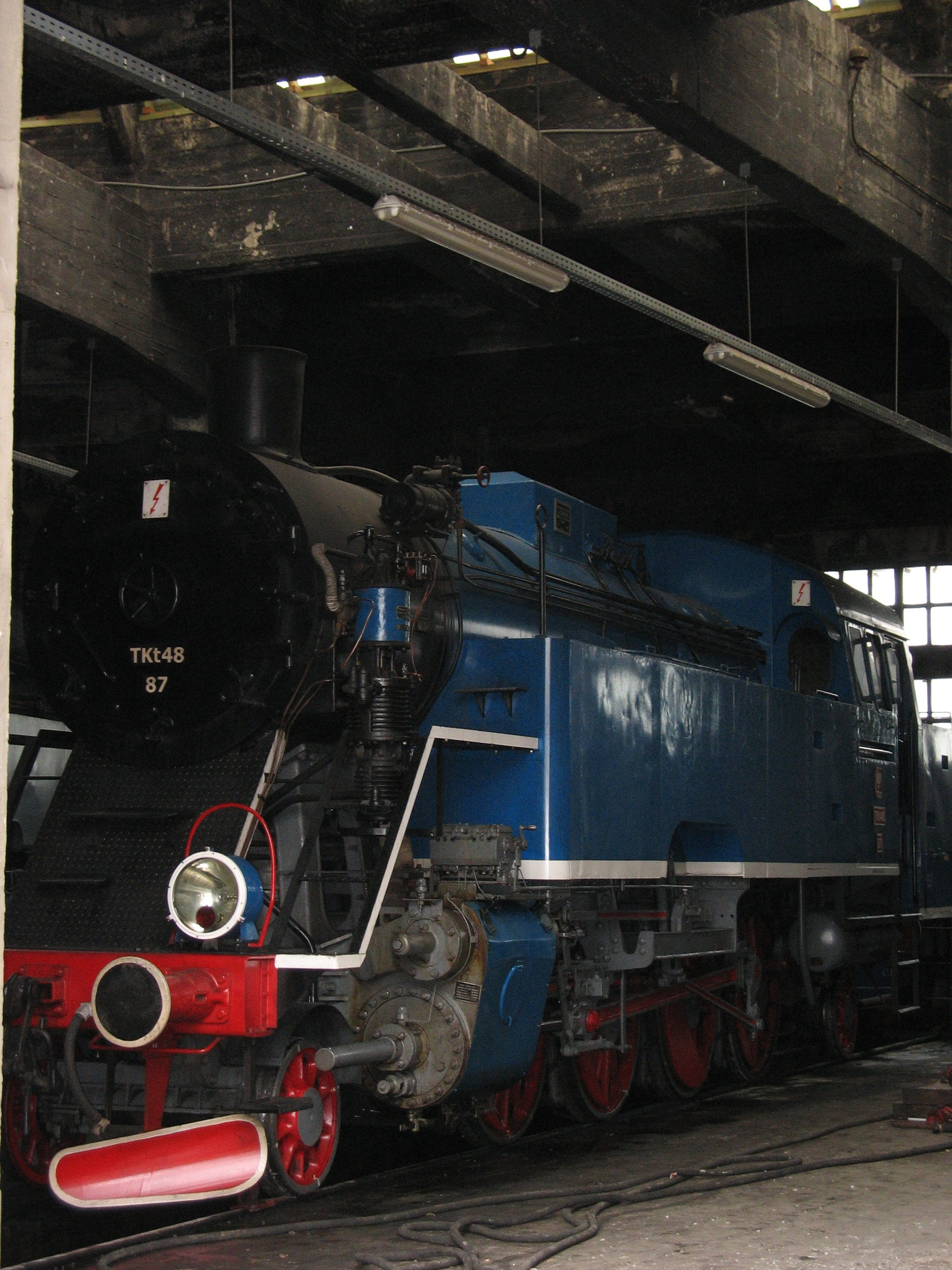
Locomotief van de Chemin de Fer à Vapeur des Trois Vallées